# Virginijski gaber
Virginijski gaber (znanstveno ime Ostrya virginiana) je listopadno drevo iz družine brezovk, ki je samoniklo v vzhodnem delu Severne Amerike. 

## Opis
Virginijski gaber je drevo, ki zraste od 15 do 18 m visoko in ima premer debla od 20 do 50 cm. Skorja drevesa je rdečkasta do sivo-rjava in sprva gladka, kasneje pa razpoka na majhne luske, ki občasno odpadajo. Mladi poganjki so dlakavi, listi pa so jajčasto podolgovati. Dolgi so od 5 do 13 cm in so široki med 4 in 6 cm. Robovi so žagasto narezani, listne žile pa niso močno izražene. Listi majo tudi terciarne žile. Cvetovi so enospolni; moške mačice so dolge od 2 do 5 cm , ženske pa od 8 do 15 mm. Drevo jih razvije sočasno z listi. Plodovi so majhni oreški, ki so zavarovani z ovršnimi listi, ki so na vrhu spojeni, tako da dozoreli tvorijo nekakšno vrečko. Plodovi so združeni v grozdih, dolgih okoli 7 cm, v katerih je od 10 do 30 semen. 
Ob obali Atlantika raste podvrsta O. virginiana var. lasia, ki ima manjše liste.

## Razširjenost in uporabnost
Virginijski gaber je dobil svoje ime po svoji domovini, ameriški zvezni državi Virginiji. Drevo je razširjeno od Nove Škotske na vzhodu do južne Manitobe zahodnega Wyominga. Na jugozahodu je razširjen do severne Floride ter na jugozahodu do vzhodnega Teksasa. Glede kakovosti tal virginijski gaber ni zahteven, najbolje pa uspeva na sončnih legah in dobro prezračenih tleh. Les drevesa je trd in odporen, zaradi česar ga imenujejo »železni les«. Iz njega izdelujejo ročaje za različna orodja ter za ograje. Drevo pogosto sadijo tudi na ulice.
S popki in mačicami se pozimi prehranjujejo nekatere vrste ptic, predvsem ovratničarka (Bonasa umbellus).